# واندو دا کوستا سیلوا
واندو دا کوستا سیلوا (به پرتغالی: Wando da Costa Silva) مهاجم اهل برزیل است که در شهر Tucuruí و در تاریخ ۵ اوت ۱۹۸۰ به دنیا آمده‌است.
واندو دا کوستا سیلوا در تیم‌های فوتبال Vila Nova سابقهٔ حضور دارد.